# Узники Бомона
«Узники Бомона» — советский двухсерийный художественный фильм, вышедший на экраны в 1971 году. Снят режиссёром Юрием Лысенко по сценарию Жоржа Журибеды. Военная драма, основанная на биографии героя французского  Сопротивления советского лейтенанта Василия Порика. Тот организовал и возглавил отряд из бывших заключённых лагеря «Бомо́н» (фр. Beaumont), ныне в коммуне Энен-Бомон, департамент Па-де-Кале, крайний северо-запад Франции.

## Сюжет

Василий Порик в исполнении Михаила Голубовича

Лето 1942 года. В концентрационный лагерь «Бомон» прибывает новый начальник лагеря полковник Гресс (Борис Кудрявцев). А в бараках лагеря по-прежнему зверствует грозный обер-капо по кличке «Громовой», бывший советский офицер Василий Порик родом из Винницы (Михаил Голубович). Он на отличном счету у администрации лагеря, которая не подозревает, что лейтенант Порик стал капо для скрытой помощи заключённым, для выявления среди них настоящих предателей и кандидатов в будущие бойцы Сопротивления.
Позднее немцы привлекают заключённых для работ на угольных шахтах в районе лагеря. Для максимального повышения производительности труда обер-капо предлагает полковнику Грессу необычный вариант: строго наказывать ленящихся, однако награждать особо старающихся однодневной (с утреннего подъёма до вечернего отбоя) увольнительной в соседний городок. Его предложение принимается, и ранее отобранные Пориком заключённые вскоре становятся ударниками труда на шахтах. А в департаменте Па-де-Кале появляется загадочный «дневной отряд» Сопротивления. Он совершает свои дерзкие диверсионные акты днём и бесследно исчезает с сумерками, несмотря на все усилия оккупантов по его поиску. Им не приходит в голову, что эти бойцы Сопротивления прямо у них перед носом, за колючей проволокой лагеря.
В конечном итоге схема действий оказывается раскрытой, однако Порику с соратниками удаётся организовать побег и перейти на полностью нелегальное положение. Как и его реальный прототип, Василий Порик гибнет летом 1944 года.

## Критика
Снятый на киностудии имени А. Довженко, фильм был отмечен как часть значимых культурных событий УССР в Ежегоднике БСЭ, но к каким-либо государственным наградам представлен не был. Роль Порика стала второй в целом и первой главной ролью в кинокарьере будущего Народного артиста УССР Михаила Голубовича. По мнению Сергея Параджанова, в этой роли актёрский гений Голубовича раскрылся со всей его очевидностью.

## В ролях
- Михаил Голубович — Василий Порик
- Ольга Лысенко — Станислава Добжанская
- Борис Кудрявцев — полковник Гресс
- Юрий Дубровин — бородатый
- Борис Болдыревский — староста барака
- Валерий Бессараб — Ткаченко (в титрах Б. Бессараб)
- Юрий Киреев — Бондарь
- Владимир Кошель — Стёпа
- Алексей Захаров — 223-й
- Эдуард Бредун — Потапчук
- Алексей Северин — 20-й
- Галина Гальченко — Жанна
- Виктор Кондратюк — Петрович
- Лесь Сердюк — Михайло
- Робертс Цеплитис — Робер
- Игорь Дмитриев — Гранд Мишель
- Михаил Бадикяну — Ренэ (в титрах М. Бадиков)
- Юрис Леяскалнс — Рюгер
- Григорий Кононенко — фон Фосс
- Ауримас Бабкаускас — Берг
- Леонид Сатановский — Вилли

в эпизодах:
- Юрий Саранцев
- Владимир Пицек
- Александр Милютин
- Владимир Волков
- Виктор Полищук
- Лев Перфилов
- Николай Олейник
- Василий Фущич
- Мария Капнист (нет в титрах)
- Нина Реус (нет в титрах)
- Леонид Слисаренко (нет в титрах)
- Юрий Рудченко (нет в титрах)
- Стяпас Юкна — муж мамы Мили

## Съёмочная группа
- Авторы сценария: Жорж Журибеда, Юрий Лысенко
- Режиссёр-постановщик: Юрий Лысенко
- Оператор-постановщик: Наум Слуцкий
- Художник: Олег Костюченко
- Звукооператор: Р. Максимцов
- Композитор: Леонид Грабовский
- Режиссёр: Юрий Ляшенко
- Оператор: Валентина Тышковец
- Художник-декоратор: Н. Аристов
- Костюмы: Е. Лысенко
- Грим: А. Матвеева
- Комбинированные съёмки: оператор П. Король, художник Георгий Лукашов
- Ассистенты:
  - режиссёра А. Чернолих, О. Лысенко, М. Яскович
  - оператора П. Лойко, В. Шатунов, В. Осадчий
- Монтаж: Елизавета Рыбак
- Редактор: В. Ковтун
- Пиротехник: А. Журавлёв
- Хор Украинского радио, художественный руководитель Григорий Куляба
- Государственный симфонический оркестр УССР, дирижёр Владимир Кожухарь
- Главный консультант: подполковник А.А. Гунченко
- Директор: Николай Мокроусов